# ویشووگراد
ویشووگراد (به بلغاری: Vishovgrad) یک منطقهٔ مسکونی در بلغارستان است که در استان ولیکو تارنوو واقع شده‌است.
 ویشووگراد ۴۲٬۴۳۶ کیلومتر مربع مساحت و ۴۳۰ نفر جمعیت دارد و ۲۴۶ متر بالاتر از سطح دریا واقع شده‌است.